# Baie Burrard
Pour les articles homonymes, voir Burrard.
La baie Burrard, également appelée passage Burrard ou parfois anse Burrard, (en anglais : Burrard Inlet, il y a une présomption que le nom se prononçait sasamat en dialecte salish local avant l'arrivée des européens) est un bras de mer (fjord) relativement peu profond au sud-ouest de la Colombie-Britannique (Canada). Cette baie, formée durant la dernière période glaciaire, sépare d'une part la ville de Vancouver et le reste de la péninsule Burrard (au sud) et d'autre part les pentes des montagnes North Shore (North Shore Mountains), contreforts de la Chaîne Côtière (Coast Mountains), où se situent la ville de Vancouver Ouest (en anglais : West Vancouver) et la ville et le district de Vancouver Nord (en anglais : North Vancouver).
La baie Burrard, ainsi nommée par le capitaine George Vancouver en l'honneur de Sir Harry Burrard-Neale (1765 – 1840), abrite le port de Vancouver, elle est renommée pour ses paysages spectaculaires qui ont notamment inspiré le poète et romancier britannique Malcolm Lowry (1909-1957), auteur du fameux roman Under the volcano (traduit en français sous le titre Au-dessous du volcan).

## Géographie

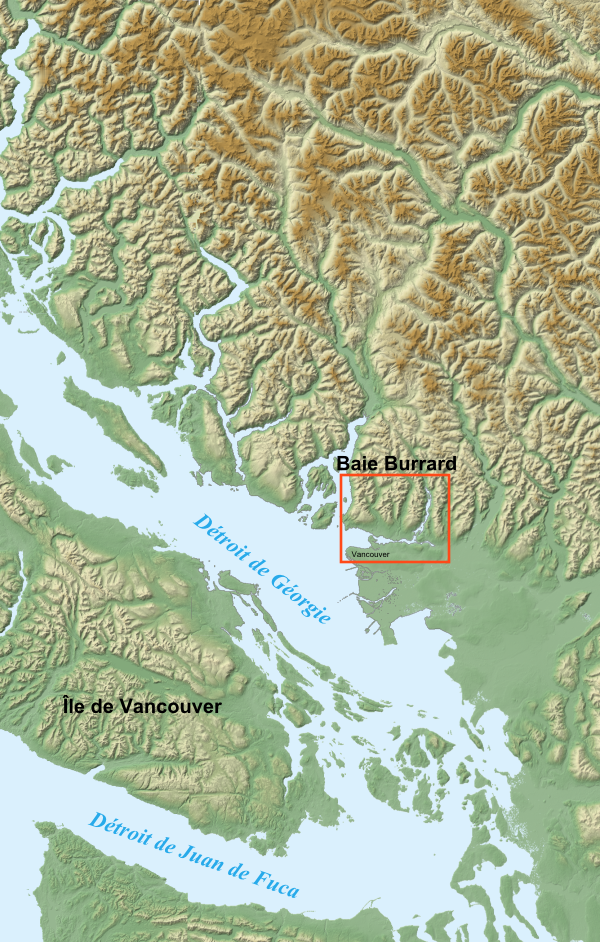
Localisation de la baie Burrard

### Situation et dimensions
La baie Burrard est située entre le détroit de Géorgie (en anglais : Strait of Georgia) à l'ouest (qui sépare l'île de Vancouver du continent) et la ville de Port Moody à l'est. D'une extrémité à l'autre, sa longueur atteint 37 km.
Sur sa plus grande partie, sa largeur varie entre 1 500 mètres et plus de six kilomètres.
Cependant il existe deux lieux précis où la baie est particulièrement étroite, ils sont nommés First Narrows et Second Narrows. First Narrows, d'une largeur de 450 m et d'une profondeur de 15 m, est situé au nord du parc Stanley tandis que Second Narrows, d'une largeur de 600 m est situé à la hauteur de Seymour Creek.
Contrairement à la plupart des autres fjords de Colombie-Britannique, les eaux de la baie Burrard sont relativement peu profondes (entre First Narrows et Port Moody), avec une profondeur moyenne de 21 m et une profondeur maximum atteignant 66 m dans Vancouver Harbour. Les rivages le long de la baie sont en pente modérée.
La rive nord de la baie est principalement constituée par les montagnes North Shore, contreforts granitiques de la Chaîne Côtière, alors que la rive sud, plus plane, est essentiellement recouverte par la ville de Vancouver.

### Description
Si on observe la baie, d'ouest en est, on peut distinguer quatre parties, :
- Tout d'abord sa partie la plus occidentale, depuis son « embouchure » vers l'océan jusqu'à l'ouest de la péninsule comprenant le centre-ville de Vancouver et le parc Stanley, forme une large baie (parfois appelée Outer Burrard Inlet ou Outer Harbour) de 6 km de long et d'une superficie de 5 600 hectares, dont les rivages sud et est constituent un lieu touristique renommé et abritent des plages très fréquentées comme celles de la baie des Anglais (en anglais English Bay). Depuis la baie des Anglais, un bras de mer de 77 hectares, appelé  False Creek, pénètre au cœur de la ville de Vancouver selon un axe ouest-est.
- La seconde partie s'étend entre le Lions Gate Bridge (First Narrows) et Second Narrows sur 1 540  hectares, ses eaux calmes et suffisamment profondes en font un lieu idéal pour les installations portuaires, elle constitue le cœur du fameux Vancouver harbour[N 2] et on l'appelle quelquefois Inner Harbour. De part et d'autre de cette section, les rivages sont urbanisés et industrialisés, on y trouve la majeure partie des installations du port de Vancouver (en anglais : Port of Vancouver). Elle a une largeur maximum de 2,5 km et s'étend sur 8 km, et elle est traversée par un pont et une passerelle ferroviaire à l'endroit où elle est la plus étroite (Second Narrows).
- La section suivante entre Second Narrows et Roche Point est plus resserrée. Elle est bordée, sur ses deux rives par plusieurs parcs et les installations industrielles y sont moins nombreuses que dans la section précédente. On l'appelle aussi Central Harbour. Sa superficie est de 890 hectares.
- Après Roche Point, les eaux se séparent en deux bras distincts. Le bras qui s'étend vers le nord sur une vingtaine de kilomètres prend alors le nom de Indian Arm, c'est un fjord aux rivages plus escarpés et aux paysages plus sauvages. L'autre bras, en direction du sud-est, garde le nom de Burrard (il est parfois appelé Port Moody Arm ou simplement Moody Arm). Ce bras, qui recouvre 560 hectares est plutôt peu profond avec pratiquement aucun apport en eau douce, il se termine à l'est par une vaste étendue de vase de mer.

La longueur de la partie de la baie entre Second Narrows et Port Moody est de 13 kilomètres.

### Hydrographie
Plusieurs torrents dévalent les fortes pentes de la rive nord de la baie. Ils transportent du gravier et parfois des blocs rocheux en période de crue.
Les principaux cours d'eau qui se jettent dans la baie Burrard sont (d'ouest en est sur la rive nord) Capilano River, Lynn Creek et Seymour River. Les autres fleuves de moindre importance sont les torrents Cypress creek, Rodgers Creek, MacKay Creek, Mosquito Creek et McCartney Creek.
Dans la baie, les marées sont d'une forme « mixte », c'est-à-dire qu'en fonction de la position de la lune, elles sont de type diurne ou semi-diurne. Elles atteignent une hauteur de 3,1 mètres en moyenne (avec un maximum mesuré de 4,9 mètres) et leur rythme est perturbé par les courants engendrés par la proximité du fleuve Fraser qui débouche dans l'océan au sud de Vancouver. La salinité de l'eau de la baie est moyenne du fait de l'apport d'eau douce provenant du Fraser.

## Histoire géologique

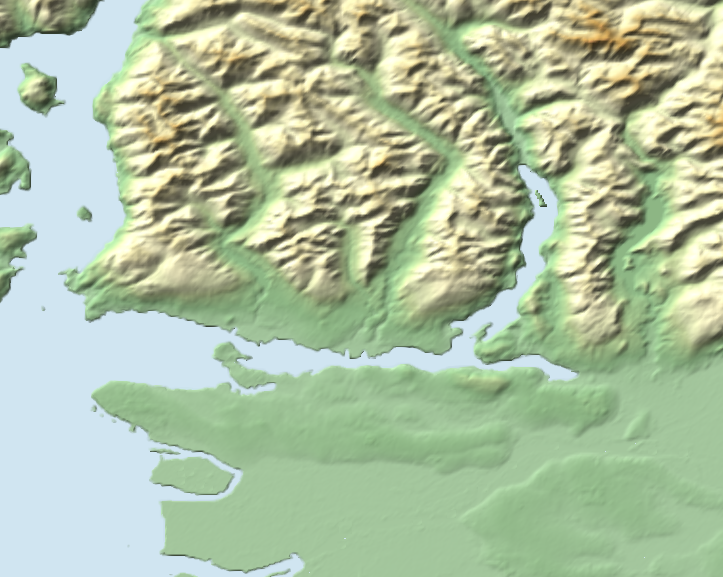
Visualisation des reliefs montagneux autour de la baie Burrard

Les paysages spectaculaires du sud-ouest de la Colombie-Britannique témoignent des mouvements tectoniques qui depuis des millions d'années affectent la région, située au croisement de la plaque nord-américaine, de la plaque pacifique et de la plaque Juan de Fuca. C'est ainsi qu'il y a environ quatre-vingts millions d'années se dessine le bassin de Géorgie entre les montagnes qui bordent la région de Vancouver et ce qui deviendra l'Île de Vancouver. Durant des millions d'années ce bassin va se recouvrir de sédiments.
Il y a 2,5 millions d'années, les glaciations provoquent la formation d'un inlandsis (vaste calotte glaciaire) sur les massifs de la Chaîne Côtière, des glaciers s'établissent alors autour de la région de Vancouver. C'est au cours de la dernière période glaciaire, il y a environ 25 000 ans, que les glaciers sculpteront les paysages tels que nous les connaissons actuellement. Un glacier, d'une épaisseur estimée à deux kilomètres, creusera le lit de la baie Burrard et sa moraine y déposera un mélange d'argile, de sable, de limon et de fragments de roches.
Durant toute cette période, le poids de la glace maintenait Vancouver et ses environs sous le niveau de la mer (phénomène de « glacio-eustasie »). La fin de la dernière période glaciaire il y a 11 000 ans, en provoquant la fonte des glaces, permet à la croûte terrestre d'émerger graduellement au-dessus du niveau de la mer (phénomène de « glacio-isostasie ») tandis que l'eau va se répandre dans les vallées. Dans le même temps, de grandes quantités d'eau et de glace fondante s'écoulaient des montagnes et de l'intérieur des terres. La baie Burrard prenait alors son aspect actuel.

## Écosystème
La baie Burrard constitue un écosystème remarquable par sa biodiversité.

### Faune
La baie est un lieu particulièrement privilégié pour de nombreuses espèces d'oiseaux marins qui utilisent ses eaux protégées pour trouver leur nourriture en hiver, les espèces les plus fréquemment observées sont les suivantes:
- Grèbe élégant (en anglais : Western Grebe) principalement sur la baie des Anglais et First Narrows,
- Garrot d'Islande (en anglais : Barrow's Goldeneye).

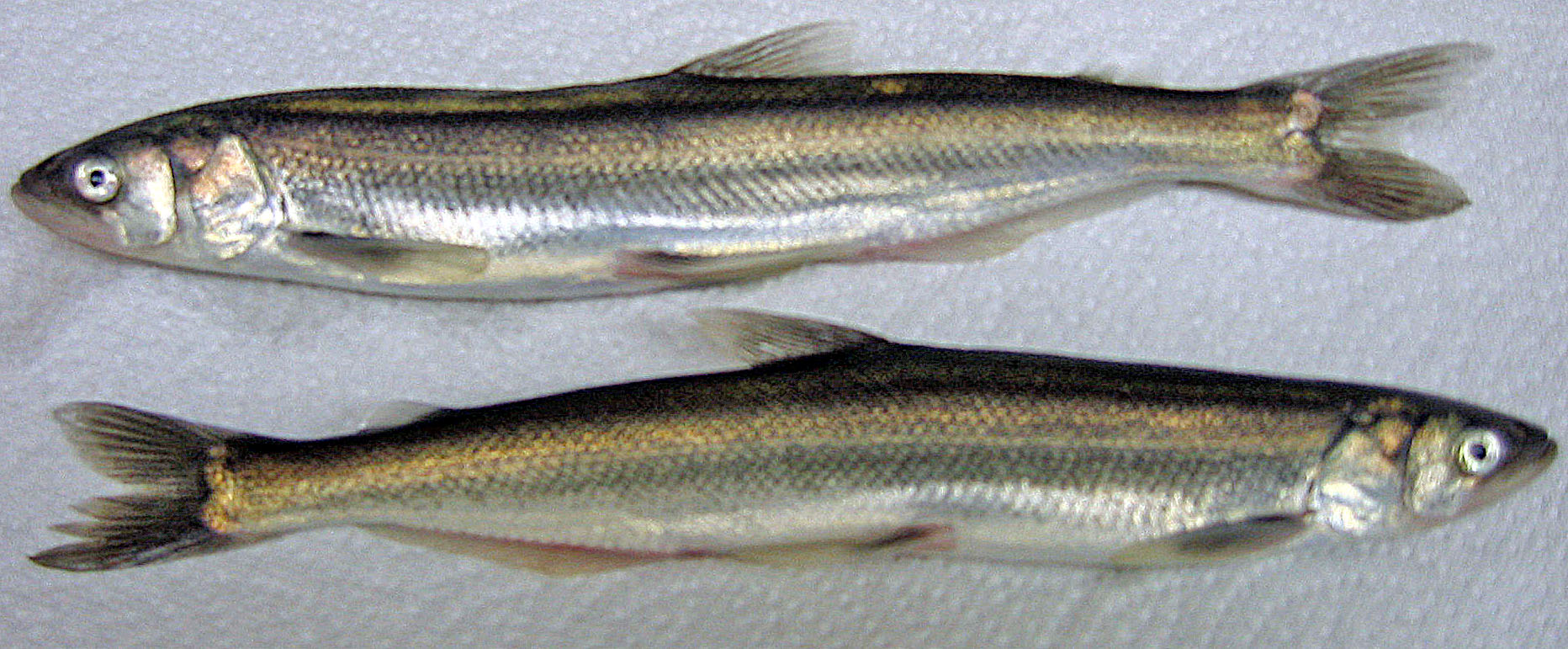
L'eulakane constituait une ressource importante pour les amérindiens de la baie Burrard

Les eulakanes (ou « poissons-chandelles »), des poissons de la famille des éperlans, pénètrent en grand nombre dans la baie et remontent les fleuves pour frayer. La pêche de l'eulakane est une activité traditionnelle des indiens de la baie. En effet l'eulakane est un poisson très riche en huile, à tel point qu'il peut même servir de chandelle à l'état séché. La graisse d'eulakane constituait un produit de première nécessité pour les populations autochtones. Elle entrait dans la composition de nombreux mets traditionnels et servait à préserver les fruits, à confectionner des produits médicaux, à lubrifier des outils, etc.
Le saumon, animal emblématique de la région, est également présent.
Des orques ont parfois été observés dans les eaux de la baie.

### Sauvegarde de la baie
La conservation de l'écosystème de la baie Burrard est une préoccupation de plus en plus importante au niveau local. En effet une grande partie des effluents issus des activités de la région est rejetée dans la baie.
Le 4 juillet 2006 un millier de litres de fioul sont rejetés accidentellement dans la baie au cours du remplissage des cuves d'un cargo ancré à proximité de Second Narrows, provoquant une mini marée noire. De nombreux oiseaux marins (cormorans, martins-pêcheurs, oies du Canada, mouettes, etc.) seront affectés par cet événement qui a eu un fort impact dans la population et a renforcé sa sensibilité sur le sujet.
Un organisme public, Le BIEAP (Burrard Inlet Environmental Action Program), a été créé en 1991 pour protéger et améliorer l'écosystème de la baie Burrard. Le BIEAP travaille en étroit partenariat avec le Fraser River Estuary Management Program (FREMP) qui est son équivalent sur la zone de l'estuaire du fleuve Fraser.

## Activités humaines autour de la baie Burrard

### Premières nations
Le climat tempéré de la région, l'accès à la mer, les ressources en eau douce et en bois ainsi que la présence d'une nourriture abondante (gibier, poissons, végétation) ont de tous temps permis aux populations indiennes Squamish, Tsleil-waututh (au nord-est) et Musqueam de vivre sans problèmes le long des rives de la baie Burrard. La découverte il y a quelques années d'artéfacts culturels à Locarno Beach et dans les amas de coquillages (provenant de restes de repas) indiquent que la présence humaine date d'au moins 500 av. J.-C.

### Arrivée des Européens

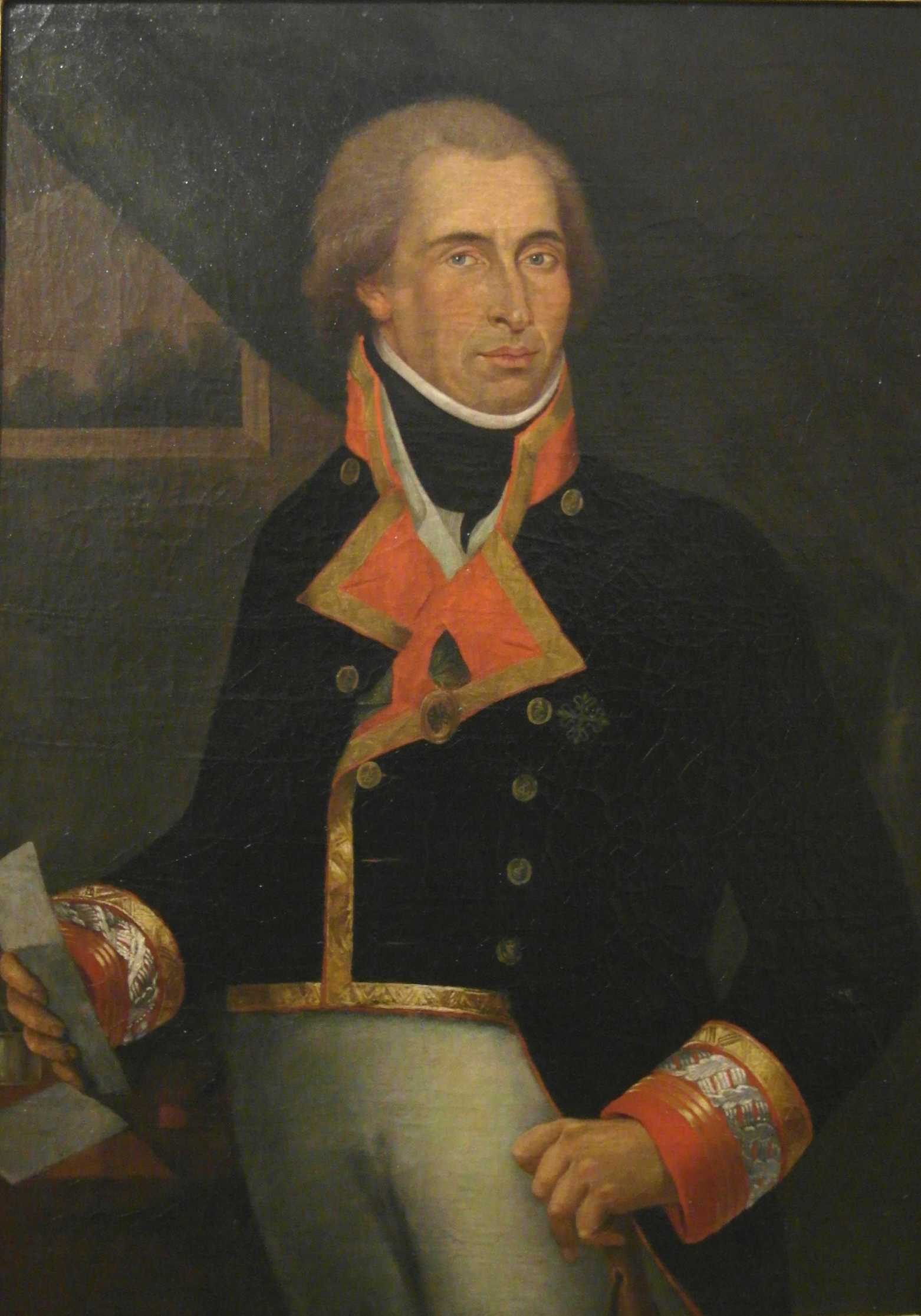
Dionisio Alcalá Galiano

Les premiers navigateurs européens explorent la région à partir de 1791. Cette année-là au cours d'une exploration espagnole organisée par Alessandro Malaspina pour rechercher un passage entre le Pacifique et l'Atlantique, le pilote José María Narváez conduit son navire à la Pointe Grey (en anglais : Point Grey), à l'entrée de la baie Burrard. Un officier de l'expédition, nommé Francisco de Eliza y Reventa, donne alors à la baie le nom de Boca de Floridablanca, du nom du premier ministre de l'époque le comte de Floridablanca (en espagnol : conde de Floridablanca).
Le 19 juin 1792, l'explorateur espagnol Dionisio Alcalá Galiano navigue dans le passage qu'il décrit dans ses données cartographiques sous le nom de Sasamat, d'après ce que les membres de l'expédition pensent être le nom que les habitants lui donnent. À noter qu'en 1795, lorsque Galiano republiera ses données cartographiques, le nom de la baie sera remplacé par le nom initialement choisi par Eliza.
Peu après, George Vancouver conduit son sloop HMS Discovery dans les eaux de la baie où il rencontre l'expédition de Galiano. Celui-ci, qui parle correctement l'anglais, lui présente les relevés qu'il a effectués et les cartes précédemment établies par Narváez. George Vancouver entreprend de cartographier la baie en s'aidant de ces relevés. Il donnera à la baie son nom actuel (Burrard Inlet) en l'honneur de son ami Sir Harry Burrard-Neale (16 septembre 1765 – 7 février 1840).
Cependant les rives de la baie Burrard resteront encore pendant plus de soixante ans le domaine exclusif des tribus indiennes. Même la ruée vers l'or qui se déclenchera en 1858 vers le fleuve Fraser n'aura pas de forte répercussion sur le peuplement, les chefs Squamish étant suffisamment puissants pour garder leur souveraineté.

### Premières activités industrielles
L'exploitation du bois deviendra la première activité à s'installer le long de la baie du fait de la présence de riches forêts sur la rive nord. La première scierie est mise en service en 1863 par la société T.W. Graham and Co.  pour exploiter un peuplement forestier de 194 hectares qu'elle avait acquis l'année précédente. Une petite localité commence à se développer autour de la scierie et devient rapidement l'établissement le plus important sur le passage Burrard. Cette scierie, nommée Pioneer mill, sera achetée une dizaine d'années plus tard par un américain, Sewell P. Moody, qui donnera son nom à la localité (Moodyville) avant que la rive Nord ne prenne son nom actuel de North Vancouver (lors de la création de Vancouver en 1886).
Le bois va être exporté dans le monde entier et jusque dans le palais de l'empereur de Chine à Pékin, où plusieurs très longues poutres, sans aucun nœud, proviennent des forêts de la baie Burrard.
C'est l'arrivée du chemin de fer en 1887 qui sera le véritable déclencheur de l'expansion économique et permettra la naissance de l'agglomération de Vancouver, autour de ce qui est un des meilleurs emplacements portuaires au monde.

### Ouvrages et transports

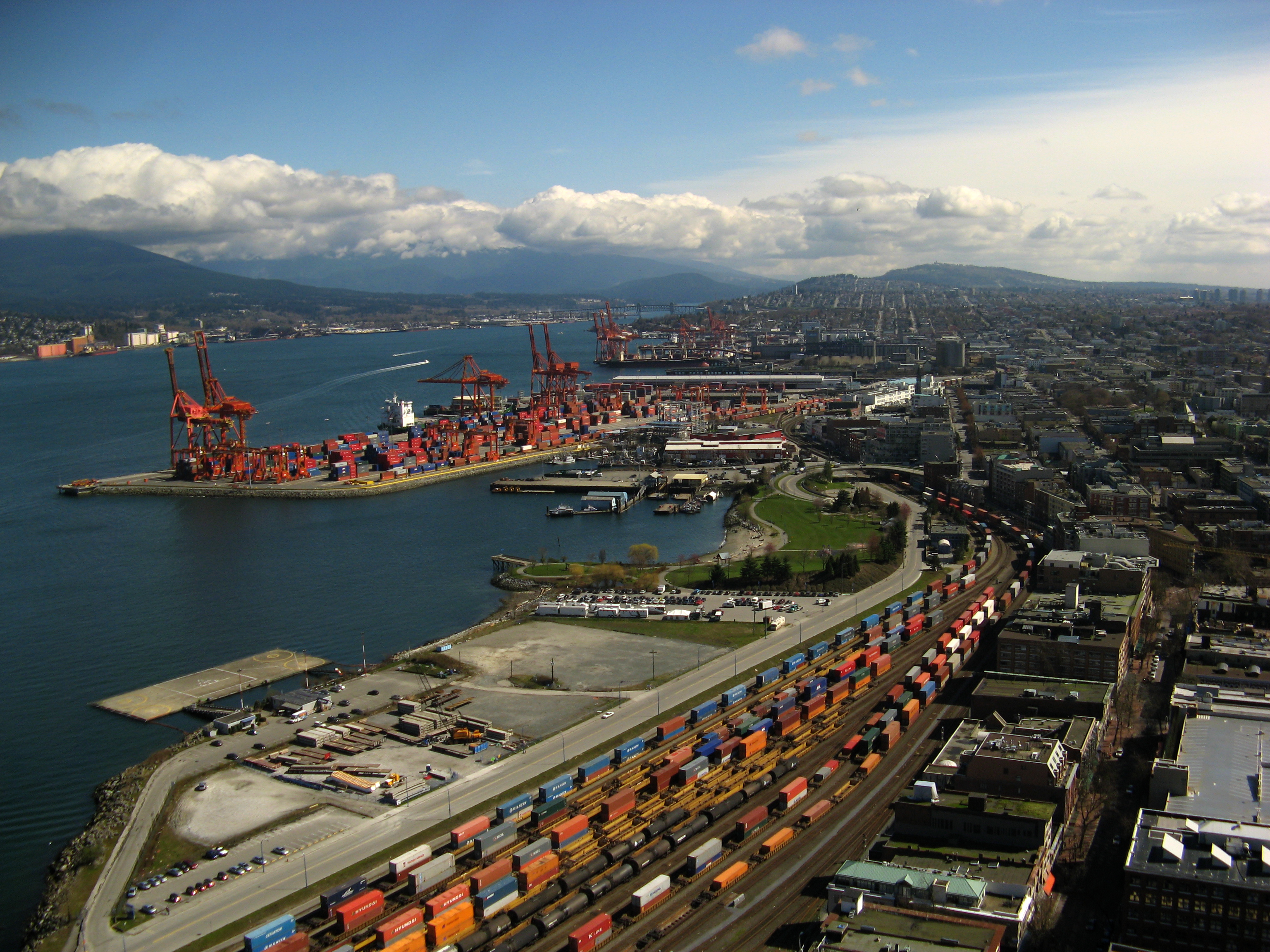
Le port de Vancouver

Installations portuaires
Les infrastructures portuaires se déploient sur une grande partie des rives de la baie Burrard. Elles sont administrativement rattachées au port de Vancouver qui est le plus important du Canada.
Depuis le début de l'année 2008, le port de Vancouver est intégré dans une nouvelle administration portuaire, dénommée port Metro Vancouver, qui englobe également le port du Fraser et le port du Fraser Nord.

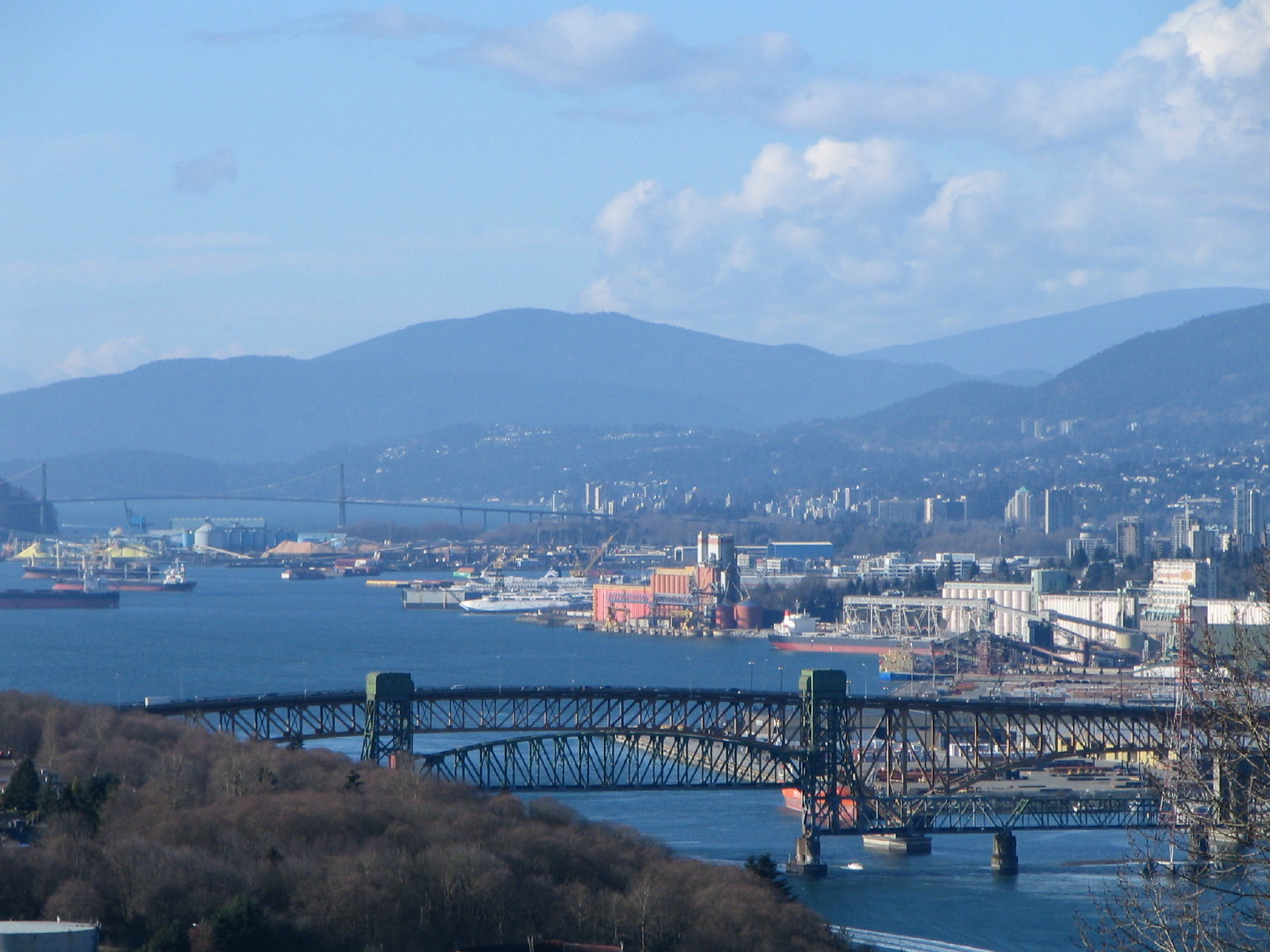
Ponts sur la baie Burrard, le Lions Gate est visible en arrière-plan

Ponts
Trois ponts enjambent le passage Burrard entre la péninsule Burrard et Vancouver Ouest ou Vancouver Nord :
- Le pont ferroviaire Second Narrows, achevé en 1925, relie Vancouver Nord à Vancouver par voie ferrée fixe, autrefois c'était aussi un pont routier. Avant sa construction, il fallait vingt minutes en bateau pour traverser la baie.
- Le pont Lions Gate (en anglais : Lions' Gate Bridge) construit en 1938 (parfois appelé pont First Narrows), traverse la baie entre le parc Stanley et Vancouver Ouest, c'est un des symboles les plus connus de Vancouver. Il est traversé par les autoroutes provinciales 1A et 99 (également connue sous le nom anglais Sea to Sky Highway).
- Le pont routier Second Narrows construit entre 1958 et 1960 pour doubler la capacité du premier pont Second Narrows, sa construction sera endeuillée par un accident tragique (voir plus bas). Il est traversé par l'autoroute fédérale 1.

Il y a également trois ponts qui traversent False Creek : le pont Burrard (en anglais : Burrard Bridge) construit dans le style art déco qui correspond à la rue Burrard Street, le pont Granville (Granville Bridge) qui correspond à la rue Granville Street (également à l'autoroute provinciale 99) et le pont Cambie (Cambie Bridge) qui correspond à la rue Cambie Street.
Tunnel First Narrows
Alors que les tunnels sont rares au Canada, un tunnel a été construit sous la baie Burrard à First Narrows. Ce tunnel est utilisé pour alimenter en eau douce la ville de Vancouver. L'eau y est transportée sous pression à partir de réservoirs situés dans les contreforts de la Chaîne côtière.

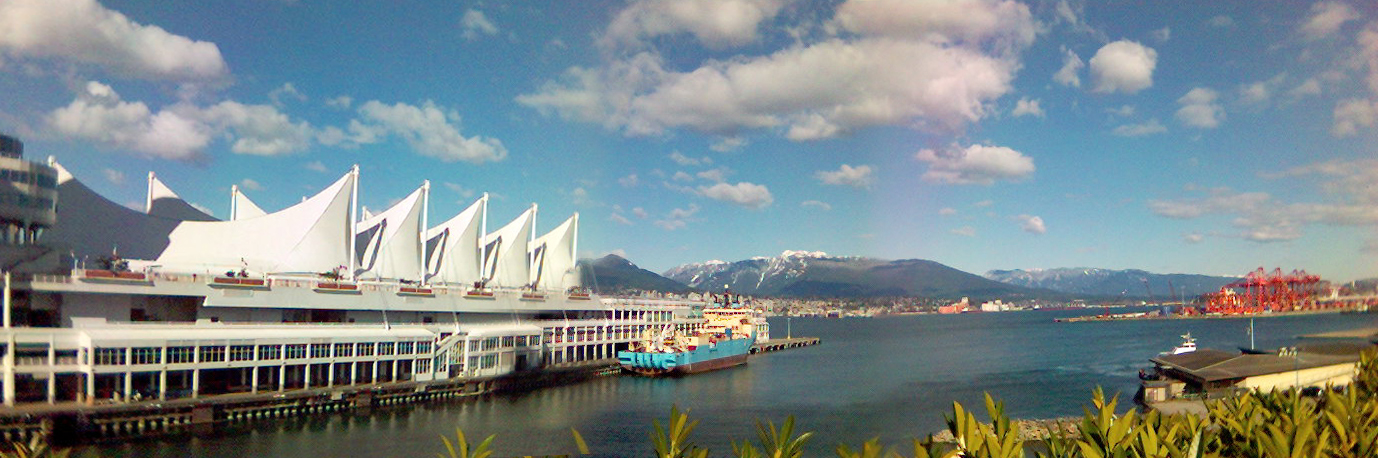
Vue de Canada Place sur la rive sud de la baie Burrard

Canada Place
Le pavillon du Canada pour l'exposition universelle de Vancouver de 1986 fut érigé sur un promontoire s'avançant dans les eaux de la baie Burrard. Après l'exposition, l'installation fut conservée pour devenir, sous le nom de Canada Place, un centre de congrès (Vancouver Convention and Exhibition Centre), un hôtel et le principal terminal maritime de la région pour le transport de passagers. La forme de ce splendide bâtiment, d'un blanc immaculé, évoque un paquebot recouvert de grandes voiles. Canada Place est devenu un des principaux symboles de Vancouver, à la manière de l'opéra de Sydney. Une extension de Canada Place a été construite pour accueillir un centre de presse pour les Jeux olympiques d'hiver de 2010.
SeaBus
Le SeaBus est un service de transport de passagers par traversier (ferry) faisant la liaison entre le centre-ville de Vancouver et la ville de Vancouver Nord. Il est exploité par la société Coast Mountain Bus et il constitue un maillon important du système de transport public TransLink.
Anciens services de ferry
Les services de ferry ont débuté dès la fin du XIXe siècle. À partir des années 1900, les ferrys transportaient également les véhicules automobiles ce qui entraîna une augmentation du trafic. Dans les années 1920, les municipalités de la région possédaient et exploitaient la plupart des compagnies de ferrys. Les habitants de Vancouver, prenaient de plus en plus de plaisir à aller passer du temps dans les zones sauvages de la rive nord. Les ferrys restèrent en service jusqu'à la fin des années 1930, après quoi ils disparurent rapidement du fait de la construction du pont Lions Gate.

### Accidents tragiques

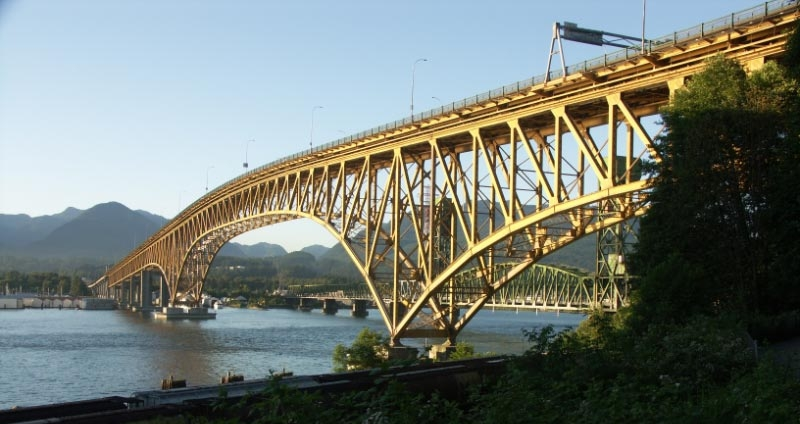
Le pont Ironworkers Memorial Second Narrows Crossing à Vancouver

- Le pont Ironworkers Memorial Second Narrows Crossing à VancouverEn novembre 1957, la construction d'un nouveau pont est entreprise au travers de la baie Burrard, entre Vancouver (à proximité du parc Second Narrows) et Vancouver Nord, pour doubler l'ancien pont Second Narrows qui datait de 1925. Le 17 juin 1958, pendant la construction, une travée du nouveau pont s'effondre dans la baie, emportant 18 hommes, dont les 2 ingénieurs responsables de la conception du pont. Le pont sera alors reconstruit et mis en service finalement le 25 août 1960. En 1994, il sera nommé Ironworkers Memorial Second Narrows Crossing en hommage aux victimes, cependant ce pont est généralement appelé pont Second Narrows par la population (l'ancien pont portant ce nom ayant été transformé en 1969 en une passerelle uniquement ferroviaire)[19].
- Le 6 mars 1945, le navire commercial Green Hill Park est accosté au quai B du port de Vancouver. En fin de matinée, une explosion se produit à l'intérieur du bateau, tuant huit hommes et blessant de nombreuses personnes[20]. La cargaison est projetée au-dessus de la ville de Vancouver, provoquant une véritable pluie de cornichons pendant un quart d'heure. Il faudra trois jours aux pompiers pour éteindre l'incendie dans le navire. Une commission d'enquête mise en place après l'accident, conclura que l'origine de l'explosion était certainement due à une allumette qui avait été enflammée à proximité immédiate d'un tonneau de la réserve de whisky.

## Activités sportives
La baie des Anglais accueille tous les ans, une semaine de régates organisée par le Royal Vancouver Yacht Club, intitulée Waves week. Il s'agit d'une compétition de niveau 3 reconnue par la Fédération Internationale de Voile (International Sailing Federation, ISAF).

## À lire
- Les ouvrages de Pauline Johnson (Tekahionwake), notamment Legends of Vancouver (disponible en ligne, par exemple sur Projet Gutenberg)
- L'œuvre de Malcolm Lowry